# Gardabos
 (janvier 2023).
Gardabos, ou Gardabanos, était un géant de la mythologie géorgienne. Il aurait été le second fils de Karthlos, fondateur mythique de la Géorgie et un descendant de Japhet, l'aîné des enfants de Noé.
Selon l'historien français Marie-Félicité Brosset (1802-1880), Gardabos aurait reçu de sa mère la région du Khounan avec pour limites la Berdoudj à l'Est et la cité de Gatchian à l'Ouest. Il aurait donné son nom à une région de Basse Kartlie, la Gardabani. Gardabos est considéré comme l'ancêtre du clan Donauri qui régna en Kakhétie de 839 à 881.